# Earl Coleman (Sänger)
Earl Coleman (* 12. August 1925 in Port Huron, Michigan; † 14. Juli 1995 in New York City, New York) war ein amerikanischer Jazz-Sänger.

## Leben und Werk
Coleman sang bei Jay McShann 1943 und 1945, im Jahr 1944 bei Earl Hines. Nach einigen Jahren musikalischer Inaktivität trat er 1954 mit Gene Ammons auf und nahm 1956 seine erste LP Earl Coleman Returns (Prestige LP 7045) auf. Colemans von Billy Eckstine beeinflusster Gesang ist außerdem auf Platten von Sonny Rollins (1956), Fats Navarro (1947) und Charlie Parker zu hören.

## Die DIAL-Session 1947
Dessen Produzent Ross Russell hatte am 19. Februar 1947 eine Aufnahmesitzung mit Bird und dem Pianisten Erroll Garner anberaumt. Um den jungen, damals unbekannten Sänger zu protegieren, brachte ihn Charlie Parker einfach ins Aufnahmestudio mit – das Ergebnis war eine Trio-Session mit Garner, Parkers Quartett und die Gesangsnummern Dark Shadows (4 Takes) und This Is Always (2 Takes). Außer diesen Nummern entstanden auf dieser DIAL-Session die Parker-Stücke Birds Nest (3 Takes), Hot Blues, Blowtop Blues und Cool Blues (2 Takes).

## Diskografische Hinweise
- Charlie Parker: Complete Charlie Parker on Dial, 1946-47 (Original Jazz Classics|OJC, 1996), 4CD-Box
- Gene Ammons: The Gene Ammons Story: The 78 Era, 1950-55 (Prestige, 1992)
- Miles Davis: Bopping The Blues, 1946 (Black Lion, 1988)
- Etta Jones: Sugar (Muse Records, 1990)
- Sonny Rollins: Tour De Force, 1956 (Prestige/OJC, 1991)
- Earl Coleman: Earl Coleman Returns (Prestige, 1956)

## Anmerkung
1. ↑  Im Nachruf der New York Times von Freitag, dem 14. Juli 1995, Earl Coleman, 69, Jazz-Ballad Singer, wird Mittwoch, der 12. Juli, als Sterbedatum angegeben.

| Personendaten    | Personendaten              |
| ---------------- | -------------------------- |
| NAME             | Coleman, Earl              |
| KURZBESCHREIBUNG | amerikanischer Jazz-Sänger |
| GEBURTSDATUM     | 12. August 1925            |
| GEBURTSORT       | Port Huron, Michigan       |
| STERBEDATUM      | 14. Juli 1995              |
| STERBEORT        | New York City, New York    |